# Carlos Bianchini
Antônio Carlos Acosta Bianchini (Rio de Janeiro, 22 de maio de 1945) é um jornalista e radialista brasileiro. 

## Carreira
Foi um dos primeiros apresentadores e um dos criadores do Jornal da Manchete, apresentado pela extinta Rede Manchete de Televisão, no início dos anos 80. Trabalhou também na Super Rádio Tupi, na Rádio Globo e na Rádio Haroldo de Andrade, todas no Rio de Janeiro.
Na televisão, além da Rede Manchete, Bianchini também apresentou o Jornal Hoje  na TV Globo no final dos anos 1970 e o Jornal da Record, no início da década de 1990.
Além de seu trabalho no Rádio, ele é palestrante e autor de livros de auto-ajuda e motivação pessoal.

## ligações externas
- Carlos Bianchini. no IMDb.